# Entreprise romande
Entreprise romande, in precedenza L'Ordre professionnel, è un giornale economico quindicinale della Svizzera francofona. È stato fondato 1933 ed è l'organo della Fédération des Entreprises Romandes Genève

Originariamente settimanale, è diventato quindicinale nel [2010] 